# Nyctiphrynus
Nyctiphrynus es un género de aves caprimulgiformes perteneciente a la familia Caprimulgidae que agrupa a especies nativas del Neotrópico y que se distribuyen desde el centro oeste de México a través de América Central y del Sur hasta el noreste de Argentina. A sus miembros se les conoce por el nombre popular de chotacabras, y también atajacaminos, guardacaminos, tapacaminos, pocoyos o pachacuas, entre otros.

## Lista de especies
Según las clasificaciones del Congreso Ornitológico Internacional (IOC) (Versión 4.4, 2014) y Clements Checklist 6.9 agrupa a las siguientes 4 especies:
- Nyctiphrynus mcleodii (Brewster, 1888) - chotacabras prío;
- Nyctiphrynus ocellatus (Tschudi, 1844) - chotacabras ocelado;
- Nyctiphrynus rosenbergi (Hartert, 1895) - chotacabras del Chocó;
- Nyctiphrynus yucatanicus (Hartert, 1892) - chotacabras yucateco.